# Kleine Wurzelstriemen-Graseule
Die Kleine Wurzelstriemen-Graseule (Mythimna sicula), zuweilen auch als Treitschkes Weißadereule bezeichnet, ist ein Schmetterling (Nachtfalter) aus der Familie der Eulenfalter (Noctuidae).

## Beschreibung

### Falter
Die Flügelspannweite der Falter beträgt 26 bis 32 Millimeter. Die Vorderflügeloberseite variiert in weißgelben bis gelbgrauen Farben. Zuweilen sind einige schwärzliche Schuppen erkennbar. Makel fehlen. An der Diskoidalquerader befindet sich ein schwarzer Punkt, das Zellende ist weißlich. Die Adern sind ebenfalls weißlich. Eine schwarzbraune Wurzelstrieme hebt sich deutlich hervor. Einige Exemplare zeigen eine punktierte äußere Querlinie. Die Hinterflügeloberseite ist zeichnungslos weißgrau gefärbt.

### Raupe
Ausgewachsene Raupen haben eine hellbraune bis graugelbe Farbe, eine helle, dunkel eingefasste Rückenlinie, dunkelbraune, nach unten hell begrenzte breite schwarzbraune Nebenrückenlinien sowie mehrere schmale bräunliche bis rötliche Seitenstreifen.

## Ähnliche Arten
Die etwas dunkler gefärbten Falter wurden im 20. Jahrhundert zeitweise unter dem Namen Mythimna scirpi als eigenständige Art betrachtet. Umfangreiche genitalmorphologische Untersuchungen ergaben hierbei mitunter Unterschiede, zuweilen jedoch auch Ähnlichkeiten und Übergänge zu Mythimna sicula. Boursin und Hacker betrachten dies als Variabilität innerhalb einer Art und sehen Mythimna sicula und Mythimna scirpi als zwei Formen der gleichen Art an. Zur endgültigen Klärung sind weitere Analysen notwendig. Die ähnliche Mythimna opaca ist im Gesamterscheinungsbild wesentlich dunkler als Mythimna sicula.

## Verbreitung und Lebensraum
Die Kleine Wurzelstriemen-Graseule kommt in Mitteleuropa sowie den nordafrikanischen Mittelmeerländern lokal verbreitet vor. Die f. sicula bevorzugt als Lebensraum trockene, kalkhaltige Wiesen und Hänge, die f. scirpi ist überwiegend auf Feuchtwiesen sowie in Mooren und Ufergebieten zu finden.

## Lebensweise
Die Art bildet zwei bis drei Generationen pro Jahr, die von Februar bis Oktober anzutreffen sind. In höheren Lagen erscheint nur eine Generation zwischen Mai und Juli. Die Falter fliegen künstliche Lichtquellen an und erscheinen an Ködern. Nahrungspflanzen der Raupen sind verschiedene Süßgräser (Poaceae).